# مثل یک سگ فکر کن
مثل یک سگ فکر کن (به انگلیسی: Think Like a Dog) یک فیلم درام کمدی علمی-تخیلی و خانوادگی محصول ۲۰۲۰ آمریکا است به نویسندگی و کارگردانی گیل جانگر، و بازیگران اصلی آن جاش دوهامل و مگان فاکس هستند. این فیلم از طریق ویدئو هنگام درخواست در ۹ ژوئن ۲۰۲۰ اکران شد.

## داستان
یک پسر نوجوان ۱۲ ساله است بعد از یک سری آزمایش‌های پیچیده موفق می‌شود ارتباطی ذهنی با سگ خود بر قرار کند و …

## بازیگران
- جاش دوهامل در نقش لوکاس رید
- مگان فاکس در نقش الن رید
- گابریل بیتمن در نقش الیور رید
- تاد استاشویک به عنوان صدای هنری
- جانت مانتگامری در نقش بریجت
- جولیا جونز در نقش نماینده مونوز
- کونال نایر در نقش آقای میلز
- برایان کالن در نقش مأمور کالن
- هو مینگهائو در نقش شیائو

## تولید
در سپتامبر ۲۰۱۶ اعلام شد که گیل جانگر نویسندگی و کارگردانی فیلم، و اندرو لازار تهیه کنندگی آن را بر عهده دارد.
با انتخاب بازیگران مگان فاکس و جاش دوهامل، تا مارس ۲۰۱۸ هیچ خبر دیگری دربارهٔ این فیلم اعلام نشد. فیلمبرداری در مه ۲۰۱۸ در نیواورلئان آغاز شد و گابریل بیتمن، جانت مانتگامری، جولیا جونز، کونال نایر و برایان کالن به جمع بازیگران اضافه شدند.

## انتشار
فیلم از طریق ویدئو هنگام درخواست توسط لاینزگیت در ۹ ژوئن ۲۰۲۰ منتشر شد.